# Liste des régions du Chili par point culminant
Cette liste présente les régions du Chili par point culminant.
Concernant le premier niveau de l'administration territoriale du pays, le Chili compte seize régions.

## Liste
- sommets situés entre deux régions chiliennes ;
- sommets situés entre la frontière chilienne et celle d'un État limitrophe (en).

| Rang | Subdivision                       | Sommet                  | Altitude (m) | Chaîne/Massif                                  | Coordonnées                        | Image                  |
| ---- | --------------------------------- | ----------------------- | ------------ | ---------------------------------------------- | ---------------------------------- | ---------------------- |
| 1    | Atacama                           | Nevado Ojos del Salado  | 6 893        | Cordillère Principale (Cordillère des Andes)   | 27° 06′ 32″ sud, 68° 32′ 28″ ouest | Nevado Ojos del Salado |
| 2    | Antofagasta                       | Llullaillaco            | 6 739        | Cordillère des Andes                           | 24° 43′ 00″ sud, 68° 32′ 00″ ouest | Llullaillaco           |
| 3    | Métropolitaine de Santiago        | Tupungato               | 6 570        | Cordillère Principale (Cordillère des Andes)   | 33° 21′ 30″ sud, 69° 46′ 12″ ouest | Tupungato              |
| 4    | Arica et Parinacota               | Parinacota              | 6 380        | Cordillère des Andes                           | 18° 09′ 58″ sud, 69° 08′ 31″ ouest | Parinacota             |
| 5    | Coquimbo                          | Nevado de Olivares (en) | 6 216        | Cordillère des Andes                           | 30° 17′ 54″ sud, 69° 54′ 04″ ouest | Illustration manquante |
| 6    | Tarapacá                          | Sillajhuay (en)         | 5 982        | Cordillère des Andes                           | 19° 44′ 32″ sud, 68° 41′ 26″ ouest | Sillajhuay             |
| 7    | Valparaíso                        | Nevado Juncal (en)      | 5 953        | Cordillère des Andes                           | 33° 03′ 10″ sud, 70° 06′ 07″ ouest | Nevado Juncal          |
| 8    | O'Higgins                         | Picos del Barroso (es)  | 5 183        | Cordillère des Andes                           | 34° 17′ 51″ sud, 70° 01′ 51″ ouest | Illustration manquante |
| 9    | Maule                             | Volcán Azufre (es)      | 4 113        | Cordillère des Andes                           | 35° 16′ 22″ sud, 70° 34′ 54″ ouest | Volcán Azufre          |
| 10   | Aysén                             | Monte San Valentín      | 4 058        | Cordillère de Patagonie (Cordillère des Andes) | 46° 35′ 42″ sud, 73° 20′ 45″ ouest | Monte San Valentín     |
| 11   | Araucanie                         | Lanín                   | 3 747        | Cordillère des Andes                           | 39° 37′ 58″ sud, 71° 29′ 59″ ouest | Lanín                  |
| 12   | Biobío                            | Sierra Velluda (en)     | 3 585        | Cordillère des Andes                           | 37° 27′ 48″ sud, 71° 24′ 57″ ouest | Sierra Velluda         |
| 13   | Les Lacs                          | Tronador                | 3 491        | Cordillère des Andes                           | 41° 09′ 39″ sud, 71° 53′ 15″ ouest | Tronador               |
| 14   | Magallanes et Antarctique chilien | Lautaro                 | 3 607        | Cordillère de Patagonie (Cordillère des Andes) | 49° 01′ 09″ S, 73° 30′ 24″ O       | Volcán Lautaro         |
| 15   | Ñuble                             | Cerro Blanco            | 3 212        | Nevados de Chillán (Cordillère des Andes)      | 36° 49′ 43″ sud, 71° 24′ 39″ ouest | Cerro Blanco           |
| 16   | Les Fleuves                       | Villarrica              | 2 860        | Cordillère des Andes                           | 39° 25′ 15″ sud, 71° 56′ 21″ ouest | Villarrica             |

## Carte
| Nevado Ojos del Salado Llullaillaco Tupungato Parinacota Nevado de Olivares Sillajhuay Nevado Juncal Picos del Barroso Volcán Azufre Monte San Valentín Lanín Sierra Velluda Tronador Lautaro Cerro Blanco Villarrica |